# Червяков, Сергей Васильевич
Сергей Червяков (род. 12 января 1959 года в г. Лысьва Пермской области) — советский двоеборец, бронзовый призёр чемпионата мира 1987.

## Спортивная карьера
Лучшим результатом в карьере Сергея Червякова является бронзовая медаль в командном первенстве чемпионата мира 1987 года. В индивидуальной гонке на чемпионате мира 1985 года он занял 10 место.
Сергей Червяков участвовал в зимних Олимпийских играх 1984, где показал 12 результат.